# Mitternachtskinder
Mitternachtskinder ist der deutsche Titel des 1981 erschienenen zweiten Romans Midnight’s Children von Salman Rushdie. Er erschien 1983 auf Deutsch in der Übersetzung von Karin Graf. Mitternachtskinder erhielt den Booker Prize 1981 und wurde 2008 als Best of Booker prämiert, also als Sieger unter allen Gewinnern des Preises bis dato.
2012 wurde das Buch in einer kanadisch-britischen Koproduktion unter demselben Titel von Deepa Mehta verfilmt. Das Drehbuch stammte ebenfalls von Rushdie.

## Handlung
Mitternachtskinder beschreibt die Geschichte des Saleem Sinai. Er wird exakt um Mitternacht am 15. August 1947 geboren, zeitgleich mit dem Beginn der Unabhängigkeit Indiens und Pakistans von der Kolonialmacht Großbritannien. In seiner historischen Rede „Tryst with Destiny“ vor der verfassungsgebenden Versammlung proklamiert Jawaharlal Nehru: „Mit dem Schlag zu Mitternacht, während die Welt schläft, erwacht Indien zum Leben und zur Freiheit“. Durch seine Geburt wird das Schicksal Saleems mit dem des Subkontinents verwoben.
Im Rückblick beschreibt Saleem als allwissender Erzähler die Geschichte seiner Vorfahren, die an den historischen Ereignissen auf dem indischen Subkontinent seit Beginn des 20. Jahrhunderts teilhaben, wenn auch meist nur als Zuschauer. So wird das Blutbad in Amritsar 1919 beschrieben, die Kolonialzeit unter britischen Herrschaft, und die religiösen Spannungen, die die Teilung des Landes vorzeichnen. Die Handlung folgt dabei zunächst seinen Großeltern aus Kaschmir nach Agra und schließlich seinen Eltern von Delhi nach Bombay unmittelbar vor der Unabhängigkeit.
Saleem wächst in einem wohlhabenden Viertel Bombays auf und erlebt das erste Jahrzehnt der Unabhängigkeit und den ökonomischen Aufschwung. Im Kindesalter stellt er eine Beziehung seines Lebens mit den historischen Wendepunkten der jungen Nation fest. So entdeckt er eine telepathische Verbindung zu den namensgebenden Mitternachtskindern, die ebenfalls wie er in der ersten Stunde der indischen Unabhängigkeit geboren sind. Als Angehörige der muslimischen Minderheit zieht seine Familie doch nach Pakistan, als Saleem die Pubertät erreicht. Sie leben zunächst in Rawalpindi und später in Karatschi. Saleems Adoleszenz wird geprägt durch die Militärherrschaft und religiöse Tabus. Als Volljähriger wird er im Zweiten Indisch-Pakistanischen Krieg durch ein indisches Bombardement traumatisiert und findet sich als Waise schließlich in einem Regiment der pakistanischen Armee wieder. Als Reaktion auf die Abspaltung Bangladeschs von Pakistan in einen eigenständigen Staat ist Saleems Einheit an Kriegsverbrechen beteiligt.
Als Deserteur versteckt er sich im Dschungel der Sundarbans und flieht nach dem Sieg der indischen Truppen in Bangladeschs vor der Kriegsgefangenschaft nach New Delhi. Während des von Indira Gandhi wenige Jahre danach ausgerufenen Ausnahmezustands lebt er in Armut in einem Slum vor der Jama Moschee in New Delhi unter Tagelöhnern. Nach langem Werben heiratet er Parvati, die sich als Magierin betätigt und die wie Saleem ein Mitternachtskind ist. Er adoptiert Parvatis Sohn und wird Assistent eines Schlangenbeschwörers, der sich im politischen Widerstand engagiert. Indiras Sohn Sanjay Gandhi lässt das Elendsviertel niederreißen, um das Stadtbild zu verschönern, und unterzieht viele seiner Bewohner einer Zwangssterilisation. Parvati stirbt und Saleem wird ein politischer Gefangener in Varanasi. Nach seiner Freilassung sucht er seinen Sohn und reist mit diesem nach Bombay, wo er sich schließlich als Fabrikant von Eingemachtem niederlässt. Seine Geschichte endet in der Gegenwart, also kurz vor dem Erscheinen des Romans 1981.

## Entstehung des Romans
Salman Rushdie schildert in einem Vorwort zur Jubiläumsausgabe im Verlag Random House die Entstehung des Romans. Mit dem Vorschuss seines ersten Romans, Grimus, 700 Britischen Pfund, reiste er so lange wie möglich durch Indien. Dieser monatelange Aufenthalt im Land seiner Jugend führte ihn in unterschiedliche Landesteile und soziale Schichten. Nachdem Indira Gandhi Premierministerin Indiens wurde, drängte sie sich Rushdie als zentrale Figur der Politik für sein nächstes Projekt auf; gleichzeitig hegte er den Plan, über seine eigene Jugend in Mumbai (damals noch Bombay genannt) zu schreiben. Dies verband er mit einem Charakter aus seinem unveröffentlichten Roman, The Antagonist, Saleem Sinai, der exakt im Moment der indischen Unabhängigkeit geboren wird.

## Magischer Realismus
Der Feuilletonist Jochen Hieber sieht in Salman Rushdies Roman eine „originäre“ Weiterentwicklung des Magischen Realismus von Gabriel García Márquez und Günter Grass. Diese „epochenmachende Erzählweise“ habe dazu beigetragen, den Roman zum Erscheinungszeitpunkt zu etwas „ungeheuer Neue[m]“ zu machen.
Das Indien Saleems ist durchsetzt von Mythen und Mysterien, Magie ist mehr als nur Aberglaube. Die tatsächlichen historischen Ereignisse werden eingebettet in einen Rahmen aus Zauber und ungewöhnlichen Kräften.

„Wahrheit und Wirklichkeit sind nicht unbedingt dasselbe. Wahrheit war für mich seit meiner frühesten Kindheit etwas, was in den Geschichten verborgen war, die  Pereira mir erzählte: Mary; meine Ayah, die gleichzeitig mehr und weniger war als eine Mutter; Mary; die alles über uns wußte. Wahrheit war etwas, was direkt hinter dem Horizont verborgen war, auf den in dem Bild an meiner Wand der Finger des Fischers deutete, während der Knabe Raleigh seinen Erzählungen lauschte. Während ich dies nun im Lichtkegel meiner Schwenklampe schreibe, messe ich die Wahrheit an diesen frühen Dingen: Hätte Marie sie so erzählt, frage ich? Hätte der Fischer das gesagt? […] Und nach diesen Maßstäben ist es unanfechtbar wahr, daß meine Mutter an einem Tag im Januar 1947, sechs Monate, bevor ich auftauchte, alles über mich erfuhr, während mein Vater mit einem Dämonenkönig aneinandergeriet.“

Die „Mitternachtskinder“ sind ein Phänomen zwischen Realität und Magie. Saleem findet mit dem Eintritt in die Pubertät heraus, dass alle Kinder, die in der Nacht der indischen Unabhängigkeit geboren worden sind, besondere Kräfte besitzen. Als genau um Mitternacht Geborener hat er die herausragendsten: Er kann die Gedanken anderer lesen und auch vermitteln. So ist es ihm möglich, die über ganz Indien und Pakistan verstreuten Mitternachtskinder mit ihren besonderen Aufgaben aufzuspüren und ihnen – in seinem Kopf, der als Medium fungiert – ein Forum zu bieten.
Doch wie sich herausstellt, sind auch diese besonderen Menschen nicht in der Lage, alte Vorurteile zu überbrücken, wie sie zum Beispiel zwischen Moslems und Hindus herrschen.

## Themen

### Kopplung Biographie / Geschichte
Das Schicksal der Romanfiguren ist untrennbar mit den historischen Ereignissen gekoppelt. Die Geburtsstunde des Erzählers Saleem Sinai, die Mitternachtsstunde des 15. August 1947, ist gleichzeitig die erste Stunde der Republik Indien, deren Entwicklung auch das Leben des Erzählers nachvollziehbar macht.

„[…] war mein Geschick unlösbar mit dem meines Landes verkoppelt worden.“

Aber auch andere Ereignisse in der Familie Saleems verweisen auf historische Parallelen. 1918, mit dem Ende des Ersten Weltkriegs, sieht der Großvater zum ersten Mal das Gesicht der Großmutter (vgl. 34), Urgroßvater und Urgroßmutter sterben (35).
Die Mutter verkündigt ihre Schwangerschaft öffentlich, um einen Hindu vor einem Moslempogrom zu retten. „Vom Augenblick meiner Empfängnis an, scheint es, bin ich öffentliches Eigentum gewesen.“ (102) Das Warten auf Saleems Geburt wird zu einem Countdown. Die Zeit vom 4. Juni 1947 bis zur Unabhängigkeit Indiens ist erzählerisch mit dem Warten auf die Mitternachtskinder durch den Preis der Regierung für die erste Geburt gekoppelt. (121 ff., 132) Während der Wehen gründet M. A. Jinnah Pakistan. (149)
Die Hausübergabe Methwolds an die Familie stellt die englischen Bedingungen für die Machtübergabe an Indien dar. (128)

### Exil
Der Großvater Saalem Sinais hatte in Deutschland Medizin studiert und dort starrköpfig jede Anpassung verweigert. Erst nachdem er in die Heimat zurückgekehrt ist, bekommt er die Wirkung des Exils zu spüren: Seine „weitgereisten Augen“ (11) lassen aus der „Schönheit“ der Heimat „Beschränktheit“ (11) werden. Er fühlt sich abgewiesen in „feindliche Umgebung“ (14). Durch seine Liebeserfahrung mit der deutschen Kommilitonin Ingrid hat sich sein Frauenbild verändert. Er ist mit Ingrids Verachtung für seinen Glauben konfrontiert (12). Er sieht sich selbst und seine Heimat mit dem kolonialen Blick seiner Freunde. Indien – und damit auch er selbst – erscheint seinen Freunden als Erfindung europäischer Vorfahren (Vasco da Gama [12]). Auch wenn er im Ausland als exotischer Repräsentant der fernen Heimat wahrgenommen wurde, fällt ihm eine wirkliche Rückkehr schwer. Er lebt in einem „Zwischenreich“ (13).

### Zeit
Ein Thema des Romans ist die Ungleichzeitigkeit – selbst der Zeit mangelt es an Objektivität:

„‚Es war nur eine Frage der Zeit‘, sagte mein Vater mit allen Zeichen von Freude; doch die Zeit war meiner Erfahrung nach schon immer eine unsichere Sache und nichts, auf was man sich verlassen konnte. Sie konnte sogar geteilt werden: Die Uhren in Pakistan eilten ihren indischen Gegenstücken eine halbe Stunde voraus […] Herr Kemal, der mit der Teilung nichts zu tun haben wollte, sagte gern: ‚Hier liegt der Beweis für die Idiotie ihres Plans. Diese Liga-Leute planen, sich mit ganzen dreißig Minuten zu absentieren! Zeit-ohne-Teilung‘, rief Herr Kemal aus, ‚das ist die Lösung!‘ Und S. P. Butt sagte: ‚Wenn sie die Zeit einfach so verändern können, was ist dann noch wirklich, frage ich Sie? Was ist wahr?‘“

Die Hindus benutzen das gleiche Wort für gestern und morgen, so der Erzähler (142). Er verweist auf die elektrizitätsabhängige Zeitansage und kommt zu dem Schluss:

„Zeit ist meiner Erfahrung nach so veränderlich und unbeständig wie Bombays Stromversorgung.“

Ausgerechnet in einem alten (britischen) Uhrturm findet Saleem Sinai schließlich seinen Rückzugsort vor der rasenden Zeit – einen Ort, an dem die Zeit stillsteht (198).

### Indien / Kolonialismus
Ein zentrales Thema ist der indische Unabhängigkeitskampf. Dargestellt werden etwa der Generalstreik Gandhis 1918 und das Amritsar-Massaker, aber auch der Zusammenschluss Freier Islam und seine Zerschlagung durch die Dogmatiker (1942). Die Zerrissenheit dokumentiert sich in einer Radikalisierung beider Seiten. Auch Hindu-Brandanschläge und Erpressungen der Moslems im Jahre 1945 werden erzählt (93 ff.).

„Teilung bringt Zerstörung! Moslems sind die Juden Asiens!“

Das Haus der Familie in Bombay wird zum Gleichnis für die Übergabe Indiens durch England. Die Sinais und ihre Nachbarn (→ die reichen Inder) kaufen von William Methwold, einem Nachfahren des Begründers des englischen Bombay (→ den Engländern) ein Anwesen mit vier Häusern. Nach den Bedingungen des Kaufvertrages müssen die Häuser mitsamt der Einrichtung übernommen werden und der gesamte Hausrat muss von den neuen Eigentümern behalten werden, jedenfalls bis zum Eigentumsübergang. Die neuen Besitzer passen sich an die Umgebung an und übernehmen so, mit wenigen Ausnahmen (Amina), die englische Lebens- und Denkweise bis hin zur Nachahmung der gedehnten Oxforder Sprechweise (127).

„[…] der Wind kommt von Norden, und er riecht nach Tod. Diese Unabhängigkeit ist bloß für die Reichen; die Armen werden dazu gebracht, sich gegenseitig umzubringen, wie Ungeziefer. Im Pandschab, in Bengalen. Aufruhr, Aufruhr, Arme gegen Arme. Es liegt im Wind.“

Indien erscheint als „… ein mythisches Land, ein Land, das es nie geben würde außer durch die Anstrengung eines phänomenalen kollektiven Willens – außer in einem Traum, den zu träumen wir alle einwilligten; es war eine Massenphantasie, an der Bengalen und Pandschabis, Madrasis und Jats in verschiedenem Maße teilhatten und die in regelmäßigen Abständen der Sanktionierung und Erneuerung bedurfte, die nur blutige Rituale bereithalten können. Indien, der neue Mythos – eine Gemeinschaftserfindung, in der alles möglich war, eine Fabel, der nur die beiden anderen mächtigen Phantasien gleichkamen: Geld und Gott.“ (150)

### Zufall oder Schicksal?
Das Leben der Romanfiguren steckt voller Absurditäten und Zufälle: Aadam Asiz (Saleems Großvater) deutsche Freunde, die Anarchisten Ilse und Oskar Lubin, kommen auf groteske Art zu Tode. Oskar stolpert über seine Schnürsenkel und wird von einem Stabswagen angefahren. Ilse ertrinkt auf dem See in Kaschmir (vgl. 38). Dagegen rettet dem Großvater ein Niesanfall das Leben, durch den er einer Salve des britischen Militärs entgeht (vgl. 46). Menschliche Versuche, das Schicksal zu wenden, produzieren eher zufällige Folgen oder bleiben wirkungslos. Die Interpretation der historischen und privaten Ereignisse als zielgerichtet erscheint immer ironisch.

„[…] dann sollten wir entweder – optimistisch – aufstehen und jubeln, denn wenn alles vorhergeplant ist, dann haben wir alle einen Sinn, und der Schrecken, uns als Zufallsprodukte ohne warum zu erkennen, bleibt uns erspart; oder wir könnten – pessimistisch -natürlich auf der Stelle aufgeben, da wir die Sinnlosigkeit von Gedanke Entscheidung Handlung einsehen, weil sowieso nichts, was wir denken, von Belang ist; alles wird sein, wie es sein wird. Wo liegt dann der Optimismus? Im Schicksal oder im Chaos? War mein Vater opti- oder pessimistisch, als meine Mutter ihm ihre Neuigkeit mitteilte (nachdem jeder in der Nachbarschaft sie schon gehört hatte) und er antwortete: ‚Ich habe es dir ja gesagt; es war nur eine Frage der Zeit‘? Die Schwangerschaft meiner Mutter, scheint es, war vom Schicksal bestimmt; meine Geburt jedoch verdankte viel dem Zufall.‘“

Saleem Sinai wurde bei der Geburt vertauscht, seine Familiengeschichte ist die einer fremden Familie, so sehr sie ihn auch prägt.

## Erzähltechnik

### Sprache
Mitternachtskinder ist im Original auf Englisch verfasst. Da Rushdie selbst aber aus Indien stammt, einer muslimischen Familie angehört und versucht, fast ein ganzes Jahrhundert indischer Geschichte, aber auch die indischen Lebensweisen, Mentalitäten und Eigenheiten darzustellen, ist seine Sprache durchwoben mit Worten orientalischer, insbesondere südasiatischer Herkunft. Dies bezieht sich nicht nur auf die Wortwahl, sondern auch auf die Art zu schreiben. Vor dem Hintergrund orientalischer Erzähltraditionen spielt der Protagonist Saleem die Rolle des Erzählers, Zuhörerin ist seine Frau Padma, deren Reaktionen gelegentlich registriert werden. In seiner Sprunghaftigkeit, Vielfalt, Verworrenheit aber auch Leichtigkeit erinnert der Ton an eine mündlich vorgetragene Erzählung.
Gleichzeitig erfordert die Verwinkelung der Sprache, die reiche Verwendung von Motiven, die besondere Situation des Erzählers, an dessen Zuverlässigkeit ständig gezweifelt werden muss, beim Leser ein erhöhtes Maß an Konzentration und Aufmerksamkeit.
Schreiben erscheint als kreativer Geburtsvorgang, der Erzähler ist Schöpfer seiner selbst (vgl. 133).

„[…] der Fötus […] voll ausgeformt […] Was [am Anfang] nicht größer als ein Punkt gewesen war, hatte sich zu einem Komma, einem Wort, einem Satz, einem Absatz, einem Kapitel ausgedehnt; nun entwickelte es sich spurenhaft zu komplexeren Formen, wurde sozusagen ein Buch – vielleicht eine Enzyklopädie –, sogar eine ganze Sprache […].“

„[…] mein Erbe schließt auch die Gabe ein, wenn nötig, neue Eltern für mich zu erfinden. Die Macht, Vätern und Müttern das Leben zu schenken […].“

### Metaphorik
Metaphern werden in den Mitternachtskindern schnell zur Realität. So wird die Großmutter von den ungesprochenen Worten während ihres langen Schweigeprotestes aufgebläht (77). Ihre charakterliche Veränderung erzeugt ein hexenähnliches Aussehen (77).
Ein zentrales Bild ist die Picklesproduktion. Leben erscheint als gieriges Essen (10), die Vielfalt der Pickles verbildlicht die Überfülle des Lebens. Die „Doppelbegabung für Kochkunst und Sprachkunst“ (49), das „Werk des Konservierens“ (49) der Speisen und Geschichten durch das Aufschreiben spiegeln einander. Wie beim Kochen kommt es beim Erzählen auf die richtige Würze an.

„Familiengeschichte hat natürlich ihre eigenen rituellen Diätvorschriften. Es wird von einem erwartet, daß man nur die erlaubten Teile, die Halalportionen der Vergangenheit, denen ihre Röte, ihr Blut entzogen ist, herunterschluckt und verdaut. Leider macht das Geschichten weniger saftig, daher bin ich im Begriff, das erste und einzige Mitglied meiner Familie zu werden, das die Gesetze des Halal verhöhnt. Ohne Blut aus dem Körper der Erzählung rinnen zu lassen, komme ich zum unaussprechlichen Teil und dränge vorwärts.“

Ein anderes Bild ist der Zerfall des Erzählers, er bekommt Risse und spiegelt damit die Zerrissenheit des Subkontinents wider.

### Farbsymbolik
Indien als Kosmos der Farben und Gerüche prägt auch die Bildlichkeit des Romans. Kashmir, die Heimat des Großvaters ist ein Gebiet jahrhundertealter Völkermischungen. So verweisen seine blauen Augen und sein roter Bart auf Kaschmirs Eroberungsgeschichte, aber auch auf die kolonialen Engländer („Fremdartigkeit der blauen Augen“; 143)
Die weißen Hautflecken der Rani von Cooch Naheen, der Geliebten des Großvaters, dokumentieren ihre vielfältigen kulturellen Interessen: „Meine Haut ist der äußere Ausdruck für den Internationalismus meines Geistes“ (58).
Rot ist der Saft, der in den Spucknapf gespuckt wird, sind Jod und Blut, rot vor Wut.
Dunkle und helle Haut sind in Indien soziale Maßstäbe. Saleems Mutter, die dunkle Mumtaz, zieht sich durch ihre dunkle Hautfarbe den Hass der Mutter zu.

„Wie schrecklich, schwarz zu sein, Vetterchen, jeden Morgen zu erwachen und davon angestarrt zu werden, den Beweis deiner Minderwertigkeit im Spiegel gezeigt zu bekommen. Natürlich wissen sie es, selbst Schwarze wissen, daß Weiß schöner ist […].“

Nur die Götter können diese Kategorisierung umgehen:

„[…] unser Herr Jesus Christus von wunderschöner kristallener blasser himmelblauer Farbe […].“

Die Farbe erinnert gleichzeitig an den mit blauer Haut dargestellten Liebesgott Krischna und vermeidet den Gegensatz zwischen schwarz und weiß. (vgl. 138 f.) „Safrangelb und grün“ (153 ff.) sind die Farben Indiens.

## Ausgaben des Romans
- Salman Rushdie: Midnight’s Children, Jonathan Cape Ltd., London 1981
- Salman Rushdie, Übersetzung Karin Graf: Mitternachtskinder, Kindler Verlag, München 1997; Taschenbuchausgabe: Rowohlt, Reinbek 2005, ISBN 3-499-23832-2
- Salman Rushdie: Midnight’s Children, New York 2006, ISBN 0-8129-7653-3; die engl. Jubiläumsausgabe im amerikanischen Verlag Random House, neues Vorwort des Autors
- Salman Rushdie: Mitternachtskinder, btb Verlag, München 2013 - 3. Auflage d. Taschenbuchausgabe, ISBN 978-3-328-10380-6

## Verfilmungen
Mitternachtskinder von Deepa Mehta